# Žárovná
Žárovná je obec v okrese Prachatice v Jihočeském kraji. Leží zhruba devět kilometrů východně od Vimperka a osm kilometrů severozápadně od Prachatic. Leží v Šumavském podhůří (podcelek Vimperská vrchovina, okrsek Bělečská vrchovina); protéká jí na svém horním toku Žárovenský potok, patřící k povodí řeky Blanice. Žije zde 115 obyvatel. Katastrální území obce zaujímá rozlohu 241 ha.
Ve vzdálenosti 23 kilometrů severně leží město Strakonice a 23 kilometrů severovýchodně město Vodňany.

## Historie
První písemná zmínka o vesnici pochází z roku 1394.

## Obyvatelstvo
| Rok            | 1869 | 1880 | 1890 | 1900 | 1910 | 1921 | 1930 | 1950 | 1961 | 1970 | 1980 | 1991 | 2001 | 2011 | 2021 |
| -------------- | ---- | ---- | ---- | ---- | ---- | ---- | ---- | ---- | ---- | ---- | ---- | ---- | ---- | ---- | ---- |
| Počet obyvatel | 201  | 178  | 188  | 183  | 183  | 186  | 183  | 111  | 128  | 125  | 114  | 94   | 102  | 109  | 115  |
| Počet domů     | 26   | 30   | 30   | 29   | 32   | 33   | 36   | 37   | 31   | 31   | 30   | 38   | 41   | 45   | 50   |

## Obecní správa
Mezi lety 1869–1976 Žárovná byla obcí v okrese Prachatice. Od 30. dubna 1976 do 31. prosince 1992 patřila jako část obce k Šumavským Hošticím a od 1. ledna 1993 je opět samostatnou obcí, ale Vojslavice již zůstaly součástí Šumavských Hoštic. V letech 1950–1976 k obci patřily Vojslavice.

### Obecní symboly
Znak a vlajka byly obci uděleny rozhodnutím předsedkyně Poslanecké sněmovny Parlamentu České republiky dne 12. dubna 2013.

## Pamětihodnosti
- Kaple Čtrnácti svatých pomocníků

## Galerie

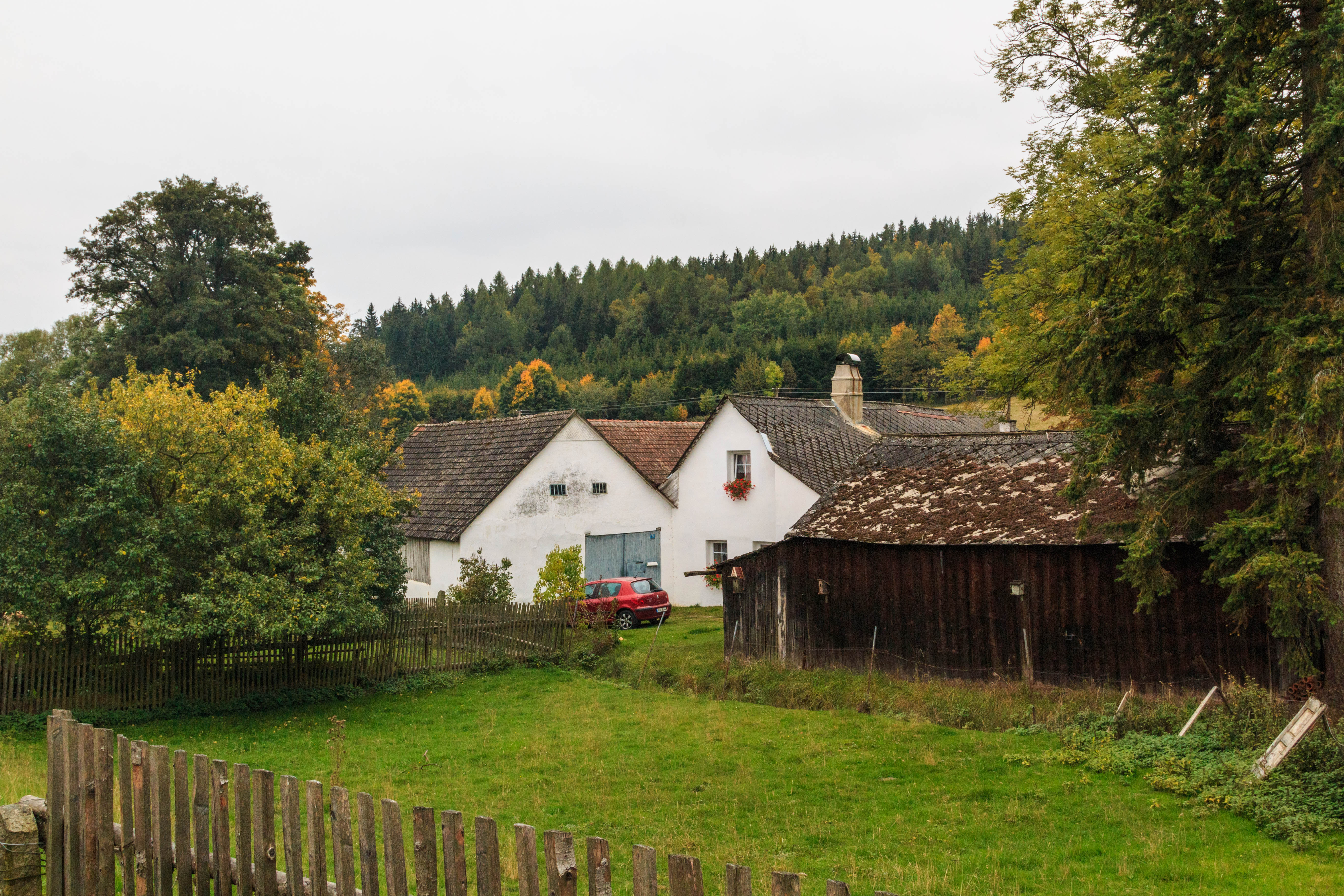
Čp. 28
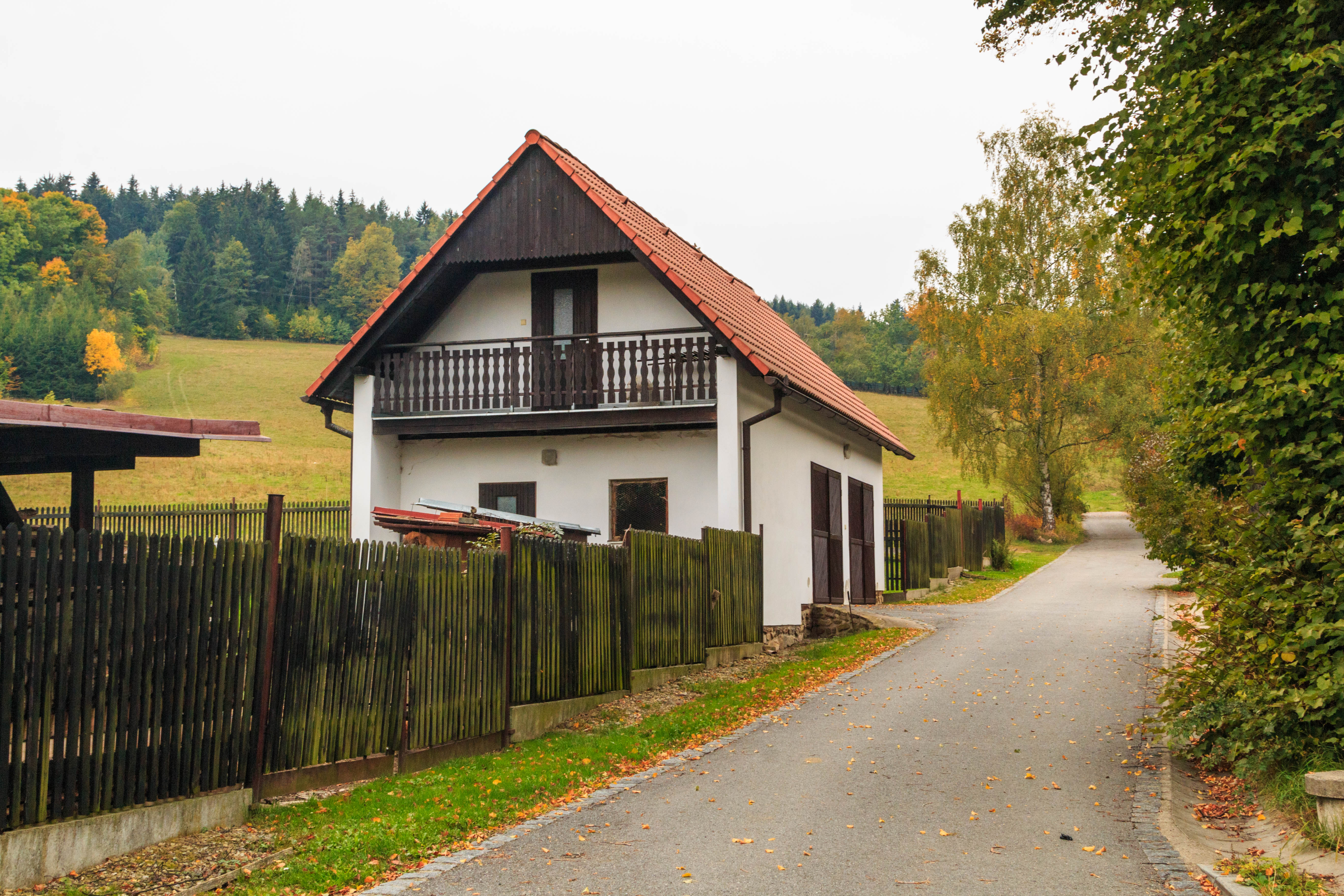
Čp. 26
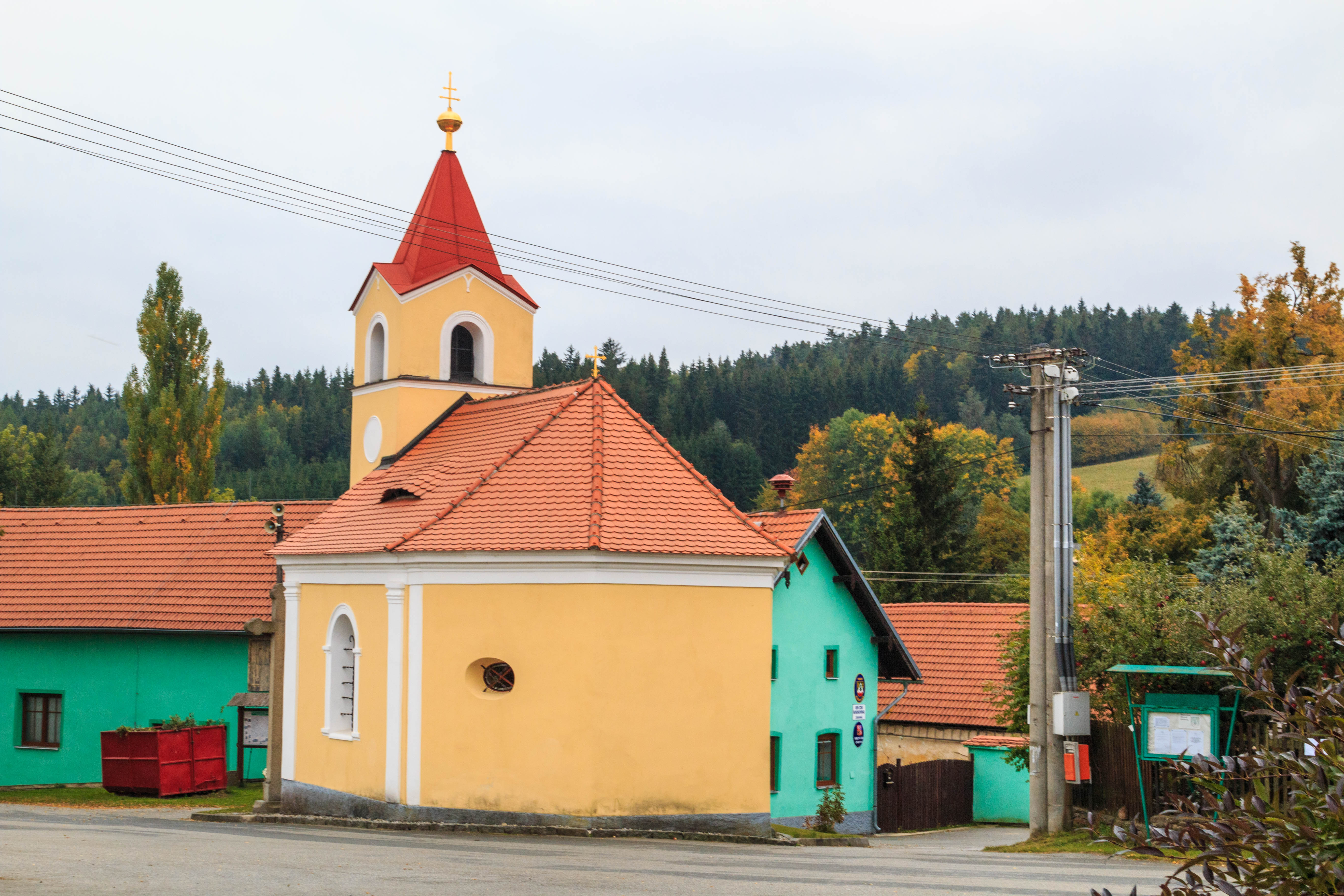
Kaple
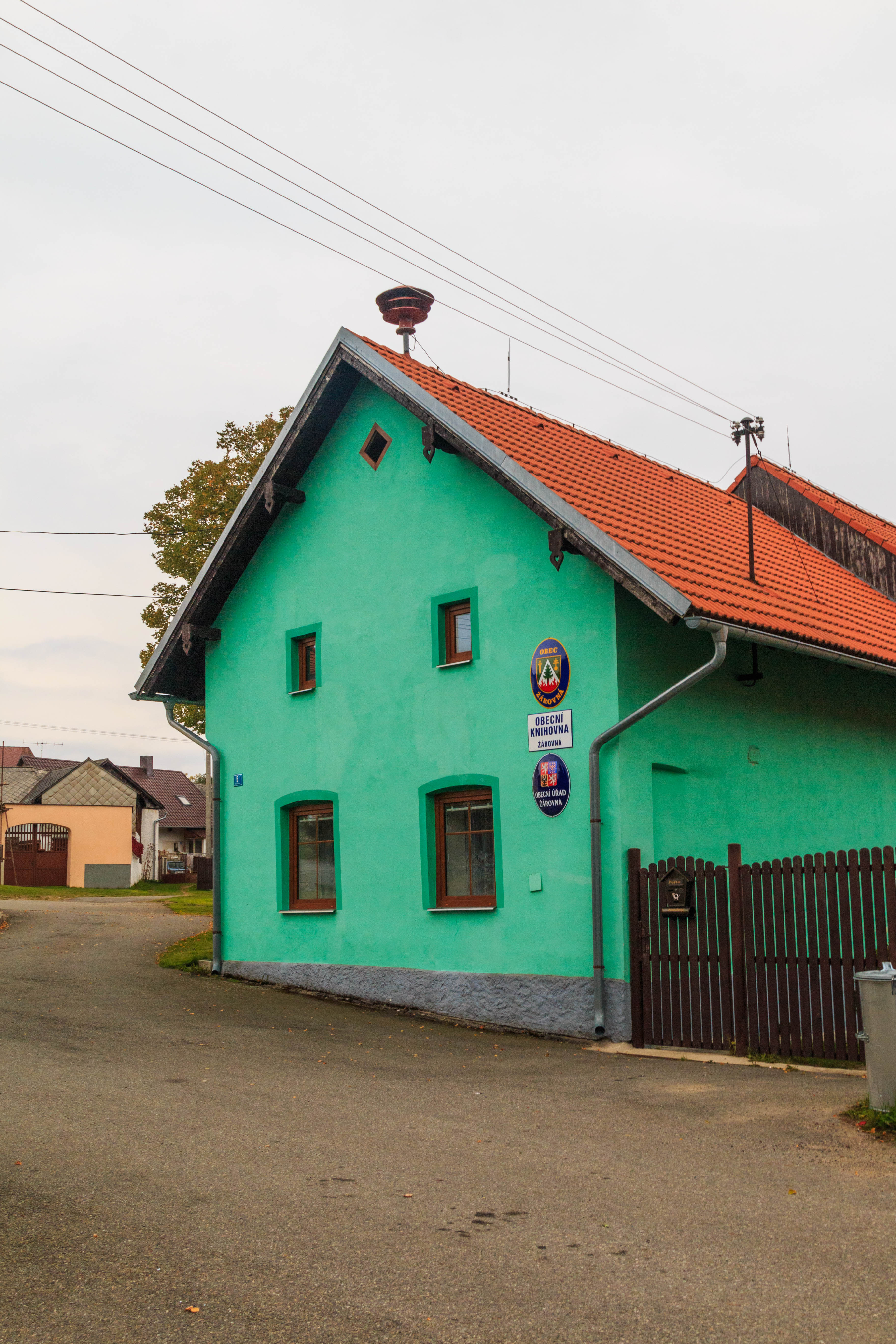
Obecní úřad